# 54963 Sotin
54963 Sotin è un asteroide della fascia principale. Scoperto nel 2001, presenta un'orbita caratterizzata da un semiasse maggiore pari a 2,7657283 UA e da un'eccentricità di 0,1800928, inclinata di 8,35898° rispetto all'eclittica.